# おはよう天気HTB
『おはよう天気HTB』（おはようてんきエイチティービー）は、2006年10月2日から2011年3月4日まで北海道テレビ放送（HTB）で毎週月曜日から金曜日の5:30 - 6:25（JST）に放送されていた情報番組。

## 概要
2006年10月2日放送開始。略称は「おは天」。キャッチコピーは「つながる、ぬくもる。」。HTBへ気象情報を提供しているウェザーニューズと提携して、同社の携帯サイト会員のウェザーリポーターからの道内のウェザーリポートや生活情報などを放送していた。
なお、当番組放送のためテレビ朝日の『やじうまプラス』→『やじうまテレビ!~マルごと生活情報局~』は6:25から飛び乗りで放送していた（年末年始は当番組を休止し、5:59〈実質的には「ANNニュース」パート開始の5:50〉から飛び乗り。ただし、2010年の年末は5:25から飛び乗り）また、『やじうまプラス』を放送していた一時期（2009年3月31日 - 2010年6月）、番組を途中で飛び降り、7:13 - 7:24頃まで、当番組の出演者で道内ニュース・道内の天気・スポーツ情報を放送していた。
毎年6月第3週（2007年は6月15日 - 19日）はアメリカのゴルフ男子4大メジャーの第2戦目の『全米オープンゴルフ中継』を、毎年6月第4週（2006年は7月第1週）は世界のゴルフ女子4大メジャーの第3戦目の『全米女子オープン中継』を其々中継する関係で日本時間で金曜（初日）・土曜（2日目）・月曜（最終日）の放送分は休止する。
2010年2月はバンクーバーオリンピック中継のため､15日と18日は番組は休止した｡
なお、10月2日の放送開始から10月10日まで、毎日3名に灯油券や、2007年3月は現金、11月中旬 - 12月までの1ヵ月間に天気関係の4文字をキーワードクイズの正解者から、それぞれ1万円分をプレゼントが行われたり、4・5月には桜の開花をダービー形式で占いプレゼントをする「桜ダービー」の企画が行われた。
2011年3月4日放送回をもって終了し、3月28日から夕方に放送している朝番組版『イチオシ!』となる『イチオシ!モーニング』が放送されることになった。なお、3月7日 - 25日（14日・15日を除く）はつなぎ番組扱いで『やじうまテレビ!』を5:25 - 8:00に時間拡大ネットした。

## 出演者
- 林和人（HTBアナウンサー）2009年3月30日からメインキャスター
  - 現在はイチモニ!平日版のメインキャスター
- 石沢綾子（当時HTBアナウンサー）2010年3月29日からメインキャスター、2008年10月1日から2010年3月24日までは水曜日「とれたて中継」リポーター
  - イチモニ!平日版に変わった後も退職する2020年8月28日まで10年5か月に渡りメインキャスターを務め、中継リポーターを含めると11年10か月に渡り朝の自社制作枠に出演した。
- 国井美佐（HTBアナウンサー、現:フリーアナウンサー）水曜日「とれたて中継」リポーター
  - 元イチオシ!ニュースキャスター
- 大野恵（HTBアナウンサー、2010年3月29日から）
  - 現在はイチモニ!平日版のニュースキャスター
- 大山ゆうか（気象予報士、2008年3月24日から）
- 清水秀一（気象予報士）
  - 現在はイチモニ!平日版のお天気キャスター

## 過去の出演者
- 遠藤雅也（当時HTBアナウンサー） - メイン司会（2006年10月2日から2009年3月27日まで）
- 吉田理恵（当時HTBアナウンサー） - メイン司会（2010年3月26日まで）
  - 2011年1月から3月は情報サプリ!の木曜アシスタント、2011年4月からは後番組となるイチオシ!モーニング土曜版のメインキャスター）
- 神田昭一（気象予報士） - 天気担当（2008年3月21日まで）
  - 大山と入れ替わりでイチオシ!のイチオシ!ウェザーを担当

### 道外のANN系列 朝の情報番組
- おはようコールABC/おはよう朝日です（朝日放送）
- どですか!（名古屋テレビ放送）
- アサデス。KBC（九州朝日放送）

### 現在のHTBの情報番組
- イチオシ!!（平日夕方）
- イチモニ!（平日・土曜朝）

### HTB制作の過去の朝番組
- 気分は天気シリーズ
  - 気分は天気745（1986 - 1987）
  - 気分は天気730（1987 - 1993）
  - ハイパーワイド気分は天気（1993）
- ハーイ朝です
- 発信!生スタ 早起きクマさん
- 情報ワイド 早起きDon!Don!
- eあさ540
- あさばんっ!
- おはよう!遠藤商店→朝情報 おはよう!遠藤商店